# U-Bahnhof Carnide

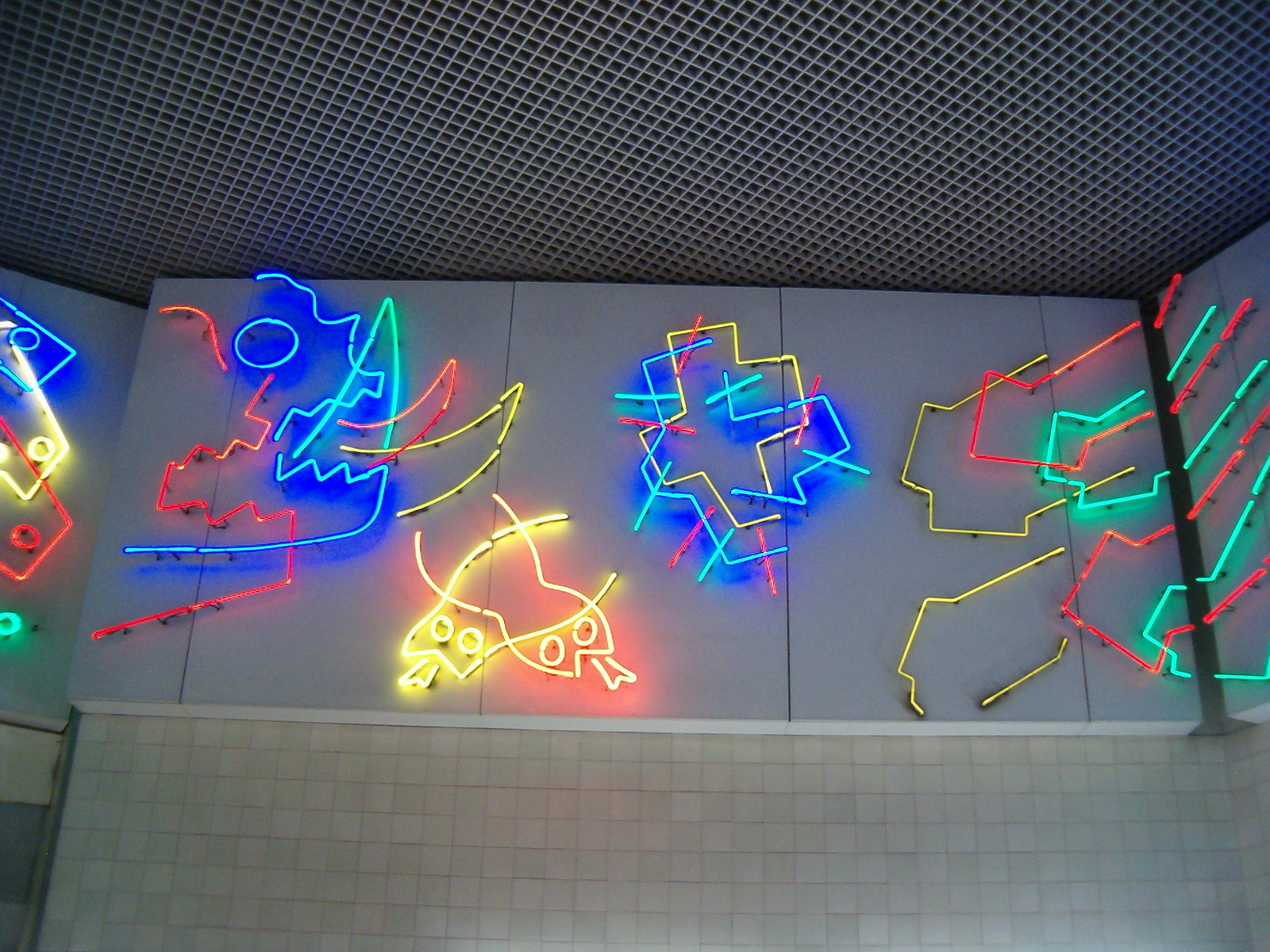
Leuchtröhren-Installationen von José de Guimarães

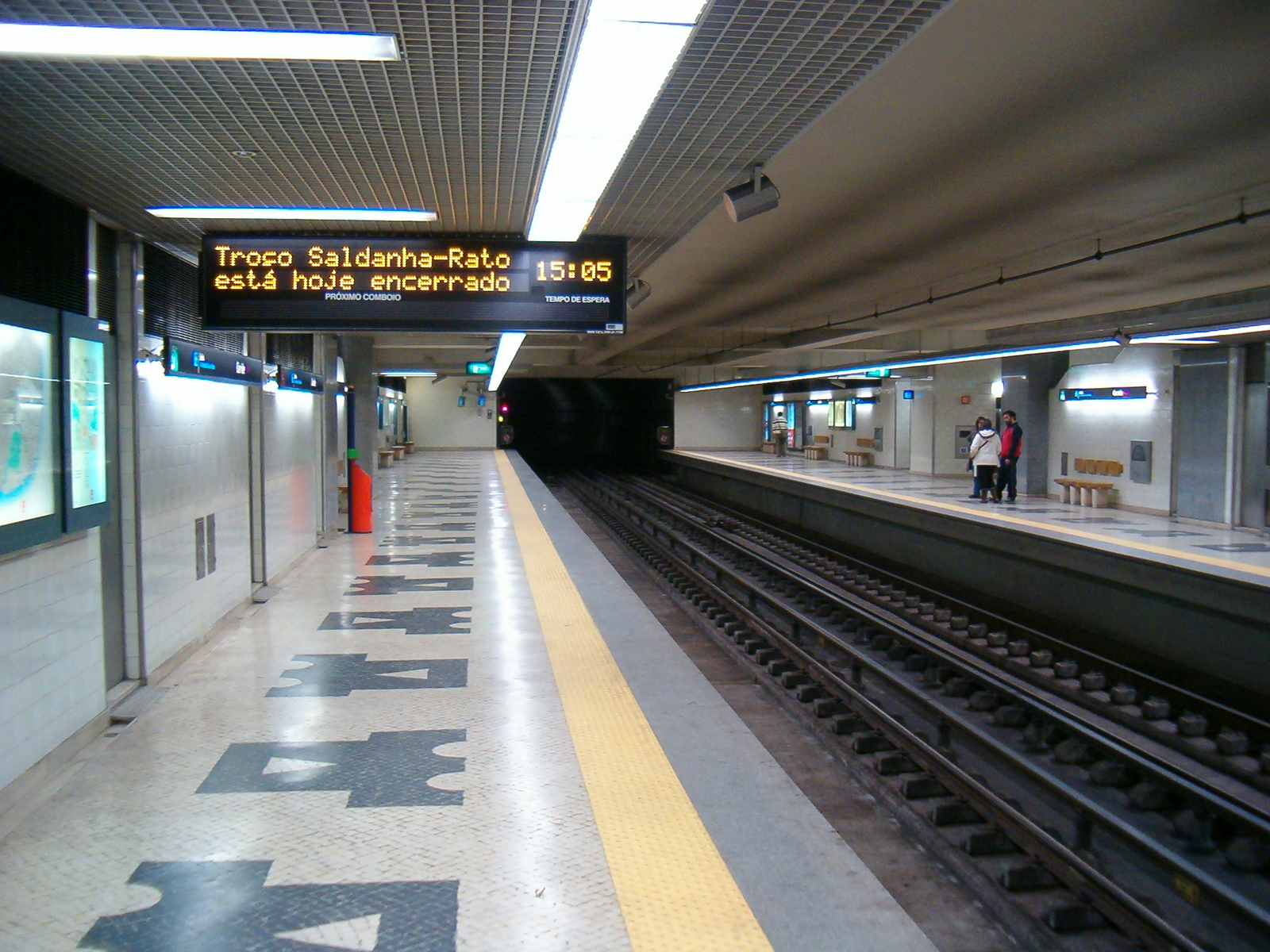
Blick auf einen der Seitenbahnsteige

Carnide ist ein U-Bahnhof der Linha Azul der Metro Lissabon, des U-Bahn-Netzes der portugiesischen Hauptstadt. Der Bahnhof befindet sich unter der Kreuzung der Avenida Marechal Teixeira Rebelo mit der Rua Guiomar Torrezão in der Lissabonner Stadtgemeinde Carnide. Die Nachbarbahnhöfe sind Colégio Militar/Luz und Pontinha; der Bahnhof ging am 18. Oktober 1997 in Betrieb.

## Geschichte
Der U-Bahnhof Carnide gehört zum 1997 eröffneten Abschnitt Colégio Militar/Luz–Pontinha, mit dem die Lissaboner Metro erstmals an die Grenzen der Stadt reichte. Auch diese Verlängerung war seitens der Stadt dafür konzipiert, den besonders bevölkerungsreichen Bezirken im Nordwesten Lissabons einen Schienenanschluss zu ermöglichen.
Die Betreibergesellschaft der Metro beauftragte Sérgio Gomes mit dem Entwurf des Bahnhofes, der sich am Standardbild der typischen Lissaboner Metrobahnhöfe orientiert. So erhielt der Bahnhof zwei 105 Meter lange Seitenbahnsteigen über die ein mittlerer, überdimensionaler Querriegel liegt, den das Zwischengeschoss bildet. Von dort aus führen vier Ausgänge an die Straßenoberfläche. Erstmals auf der Linha Azul gehörte zum Bau des Bahnhofes auch die Ausstattung mit Aufzugsanlagen, wobei sich der Nachteil der Seitenbahnsteige bemerkbar macht: Der Bahnhof besitzt insgesamt drei Aufzüge (von jedem Seitenbahnsteig in das Zwischengeschoss, vom Zwischengeschoss zur Straßenoberfläche).
Für die künstlerische Gestaltung des Bahnhofes wurde José de Guimarães ausgesucht, der sich damit zwischen 1992 und 1997 beschäftigte. Dieser wählte in Anbetracht seines langen Aufenthaltes in Afrika sehr starke und klare Farben, die einen Bezug zu den dortigen Urvölkern darstellen sollen. Die Farben verwendete er einerseits in verschiedenen Fliesenbildern im Zwischengeschoss, andererseits bei den Farben für mehrere Leuchtröhren-Installationen, die sich oberhalb der Bahnsteige in Sichtweite vom Zwischengeschoss sehen lassen. Laut de Guimarães sollen die bunten Leuchtröhren an das Wunder des Lichts erinnern, das in der benachbarten Kirche Igreja de São Lourenço, die aber vor allem als Igreja da Luz (Kirche des Lichts) bekannt ist. Die Leuchtröhren-Installationen sind in drei Gesamtwerke geteilt, die thematisch ebenso an die portugiesische Tradition der Seefahrt erinnern sollen: A Vida e a Morte (Das Leben und der Tor), As Grandes Viagens (Die großen Reisen) und A Criação do Mundo (Die Schaffung der Welt).

## Verlauf
Am U-Bahnhof bestehen Umsteigemöglichkeiten zu den Buslinien der Carris.
| Linie | Verlauf |
| ----- | --- |
|       | Reboleira – Amadora Este – Alfornelos – Pontinha – Carnide – Colégio Militar/Luz – Alto dos Moinhos – Laranjeiras – Jardim Zoológico – Praça de Espanha – São Sebastião – Parque – Marquês de Pombal – Avenida – Restauradores – Baixa-Chiado – Terreiro do Paço – Santa Apolónia |